# Nam Yên (xã)
Nam Yên là một xã thuộc huyện An Biên, tỉnh Kiên Giang, Việt Nam.

## Lịch sử
Xã Nam Yên có diện tích 53,11 km², dân số năm 2020 là 14.866 người, mật độ dân số đạt 280 người/km².

## Hành chính
Xã Nam Yên được chia thành 10 ấp: Ba Biển, Ba Biển A, Ba Biển B, Bào Trâm, Hai Biển, Hai Trong, Hai Xáng, Yên Bình, Yên Lợi, Yên Quý.

## Lịch sử
Ngày 17 tháng 2 năm 1979, Hội đồng Chính phủ ban hành Quyết định 50-CP về việc chia xã Tây Yên thành 4 xã lấy tên là xã Hòa Yên, xã Tây Yên, xã Nam Yên và xã Thuận Yên.
Ngày 24 tháng 5 năm 1988, Hội đồng Bộ trưởng ban hành Quyết định 92-HĐBT về việc hợp nhất xã Thuận Yên và xã Nam Yên thành một xã lấy tên là xã Nam Yên.